# Чан Си
Чан Си (кит. 常思, пін. Cháng Sī, • 15 листопада 1986) — китайська спортсменка, спеціалістка з синхронного плавання, олімпійська медалістка.

## Виступи на Олімпіадах
| Олімпіада   | Дисципліна | Місце |
| ----------- | ---------- | ----- |
| Лондон 2012 | командні   | 2     |